# Saczchere (gmina)
Gmina Saczchere (gruz. საჩხერის მუნიციპალიტეტი) – jednostka administracyjna Imeretii w Gruzji. Siedzibą gminy jest miasto Saczchere. 

## Położenie
Gmina położona jest we wschodniej części Imeretii, a jednocześnie w centralnej części Gruzji.

## Ludność
Na podstawie danych statystycznych z 2024 roku gminę Saczchere zamieszkuje 32 400 osób. 